# Let Buddha Air 103
Let Buddha Air 103 bylo dopravní neštěstí, k němuž došlo dne 25. září 2011 po půl osmé ráno místního času při vyhlídkovém letu v Himálajích. Na palubě stroje Beechcraft 1900D vyrobeného americkou firmou Beechcraft, které vlastnila letecká společnosti Buddha Air a jež bylo v provozu od 1. listopadu 1997, tehdy cestovalo celkem devatenáct osob. Tři z nich tvořili posádku, další tři občané byli Nepálci a zbylých šestnáct představovali zahraniční turisté, a sice deset z Indie, dva ze Spojených států amerických a jeden z Japonska.

## Popis letu
Turbovrtulový stroj s cestujícími absolvoval hodinový vyhlídkový let kolem nejvyšších vrcholů světa. Když se přiblížil čas jeho přistání, vládly v oblasti špatné meteorologické podmínky, neboť lokalitu skrápěl déšť a viditelnost snižovala hustá mlha. Situace souvisela s obdobím monzunů, které tuto oblast postihují. Viditelnost v čase nehody dosahovala šesti tisíc metrů, teplota 20 stupňů Celsia, přičemž rosný bod měl hodnotu devatenácti stupňů Celsiovy škály. Tlak vzduchu přepočtený na hladinu moře činil 1014 hektopaskalů. Kontrolní věž mezinárodního letiště Tribhuvan v Káthmandú navíc během přibližovacího manévru letounu před jeho přistáním ztratila se strojem kontakt. Poslední kontakt mezi ní a letadlem proběhl v 7.31 místního času. Dle jiných zdrojů byl kontakt s věží realizován v čase 7.30 hodin a čtyři minuty nato došlo k nehodě. Jakmile stroj přelétal vesnici Bisankunarajan, na kopcovitém jihovýchodním předměstí nepálské metropole Káthmándú, nacházející se ve vzdálenosti přibližně deseti kilometrů od letiště, kde měl přistát, zavadil svým křídlem o jeden ze zdejších domů, začal hořet a havaroval. Po pádu na zem se rozlomil na několik částí. Během nehody zahynulo osmnáct osob letících na palubě letounu, jejichž těla byla rozmetána do vzdálenosti 25 metrů od místa neštěstí. Devatenáctý pasažér sice neštěstí se zraněními přežil, ale následně jim podlehl během transportu do nemocnice v nepálském hlavním městě Káthmándú. Na zemi trosky padajícího letounu nikoho nezranily.